# Sageretia paucicostata

Sageretia paucicostata är en brakvedsväxtart som beskrevs av Carl Maximowicz.
Sageretia paucicostata ingår i släktet Sageretia och familjen brakvedsväxter. Inga underarter finns listade i Catalogue of Life.